# Loison-sur-Créquoise
Loison-sur-Créquoise è un comune francese di 256 abitanti situato nel dipartimento del Passo di Calais nella regione dell'Alta Francia.

## Società

### Evoluzione demografica
Abitanti censiti